# Ernie Steeves
Pour les articles homonymes, voir Steeves.
Ernie Steeves, né le 12 février 1961 à Fredericton, est un homme politique canadien, membre du Parti progressiste-conservateur.
Il est élu à l'Assemblée législative du Nouveau-Brunswick lors de l'élection provinciale de 2014. Il représente la circonscription de Moncton-Nord-Ouest en tant qu'un membre du Parti progressiste-conservateur.